# Криничани
Кринича́ни — село в Україні, у Смотрицькій селищній територіальній громаді Кам'янець-Подільського району Хмельницької області.

## Назва
Історично зафіксовані назви поселення «Криничище» (XVI ст.), «Керничани».

## Географія
Подільське село Криничани розташоване на подільській височині в південно-західній частині України. Межує з селом Ріпинці, Стара гута та з с-щем Смотрич. Найближча залізнична станція Балин, від села до станції відстань 7 кілометрів.

## Історія
Перша згадка про поселення 1557 рік.
В 1614 і 1615 роках на село нападали татари.
Церква Здвиження збудована в 1733 року, освячена в 1753 році – дерев’яна споруда з трьома низькими чотиригранними верхами.
Внаслідок поразки визвольних змагань на початку XX століття, село надовго окуповане російсько-більшовицькими загарбниками.
Радянська окупація принесла колективізацію та розкуркулення, мешканці села зазнали репресій.
В 1932–1933 жителі села пережили Голодомор.
З 1991 року в складі незалежної України.
29 серпня 2017 року шляхом об'єднання сільських рад, село увійшло до складу Смотрицької селищної громади, до цього органом місцевого самоврядування була Смотрицька селищна рада.
19 липня 2020 року, в результаті адміністративно-територіальної реформи та ліквідації Дунаєвецького району, село увійшло до складу Кам'янець-Подільського району.

## Населення
За переписом населення України 2001 року в селі мешкало 291 особа.
Згідно оцінки 2015 року в селі мешкало 228 осіб, населення села скоротилось на 21,65 % порівняно зі 2001 роком.

### Мова
У селі поширені західноподільська говірка та південноподільська говірка, що відносяться до подільського говору, який належить до південно-західного наріччя.

## Галерея

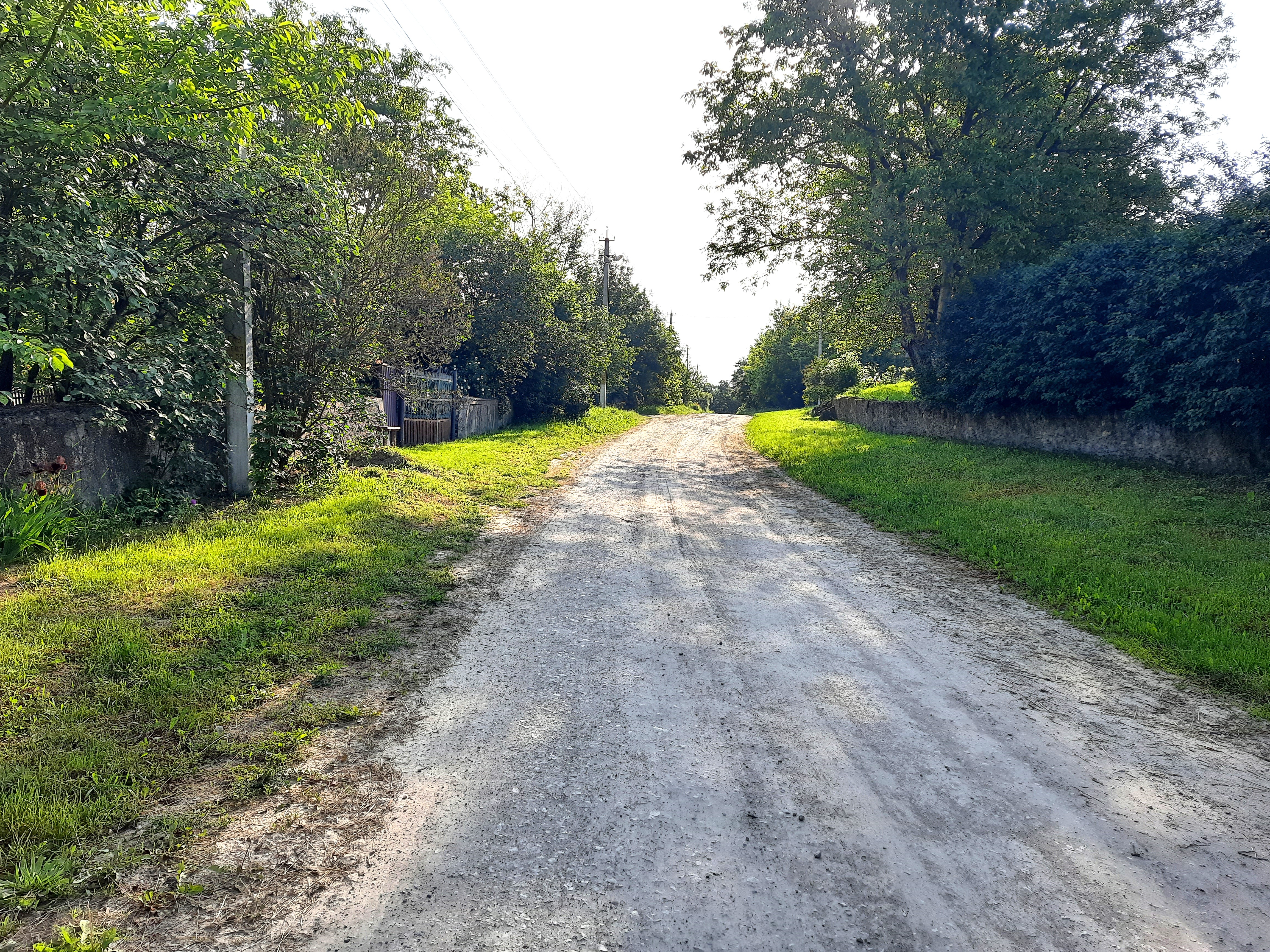
В'їзд у село
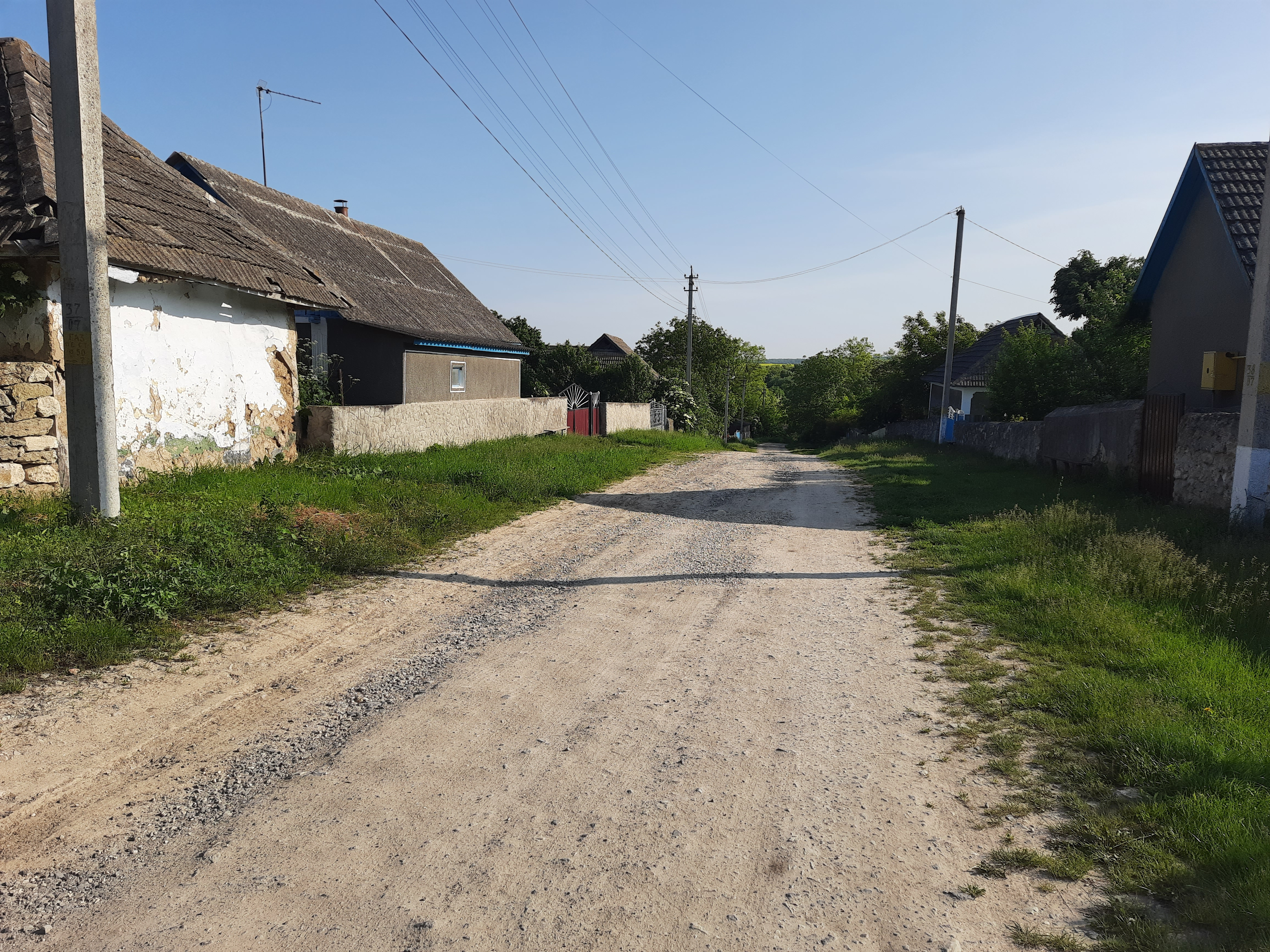
Сільська вулиця
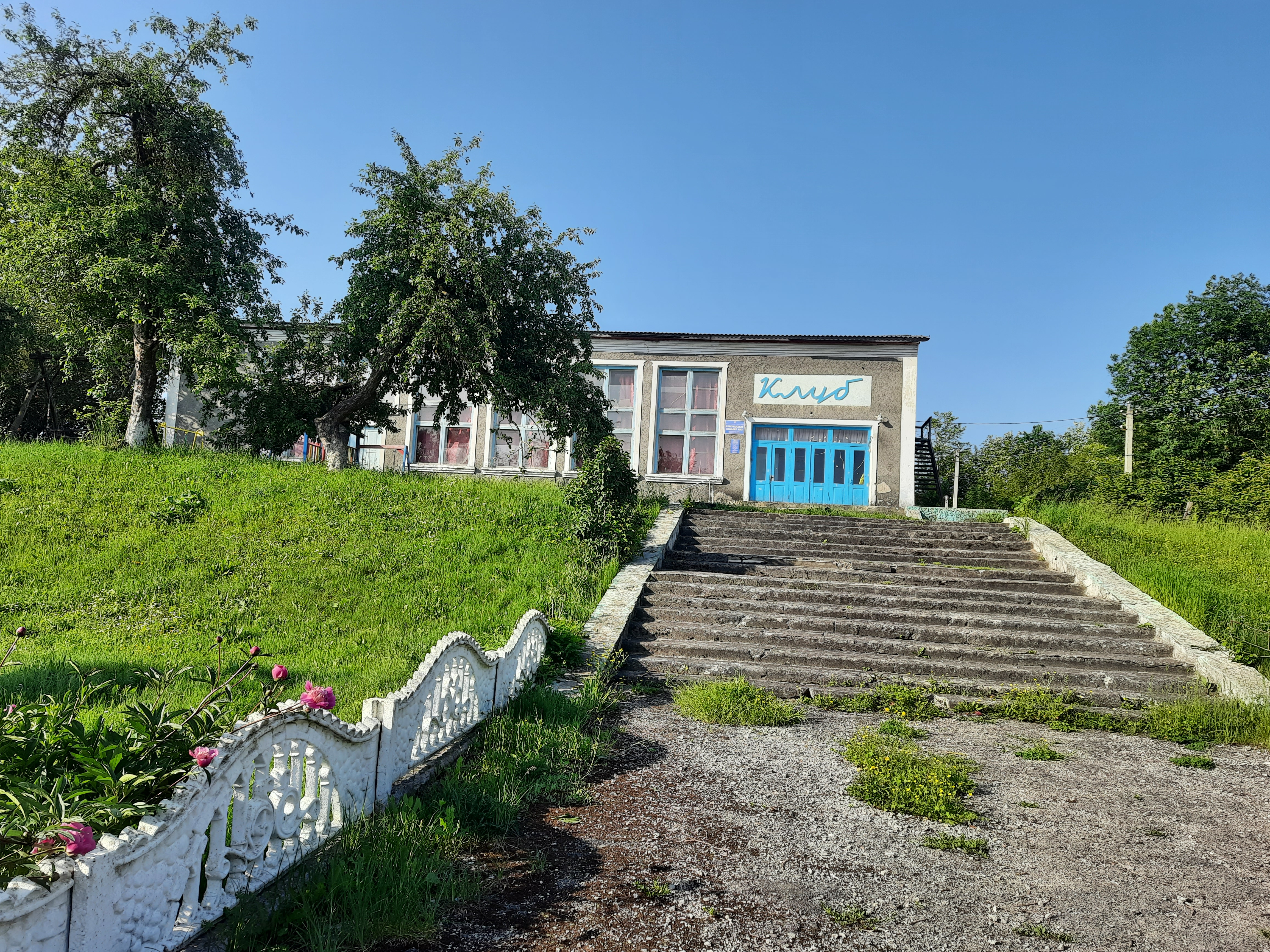
Клуб
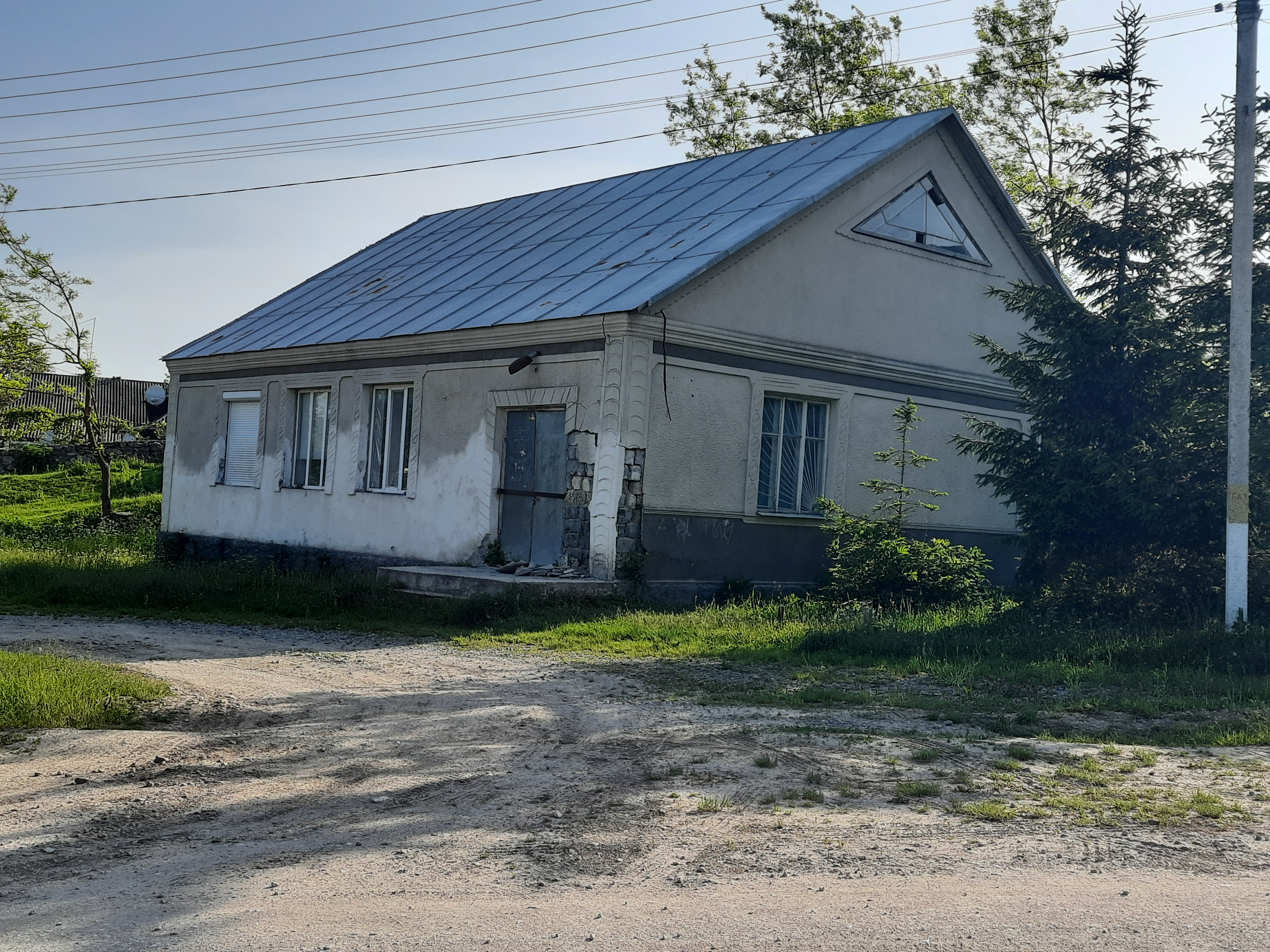
Крамниця
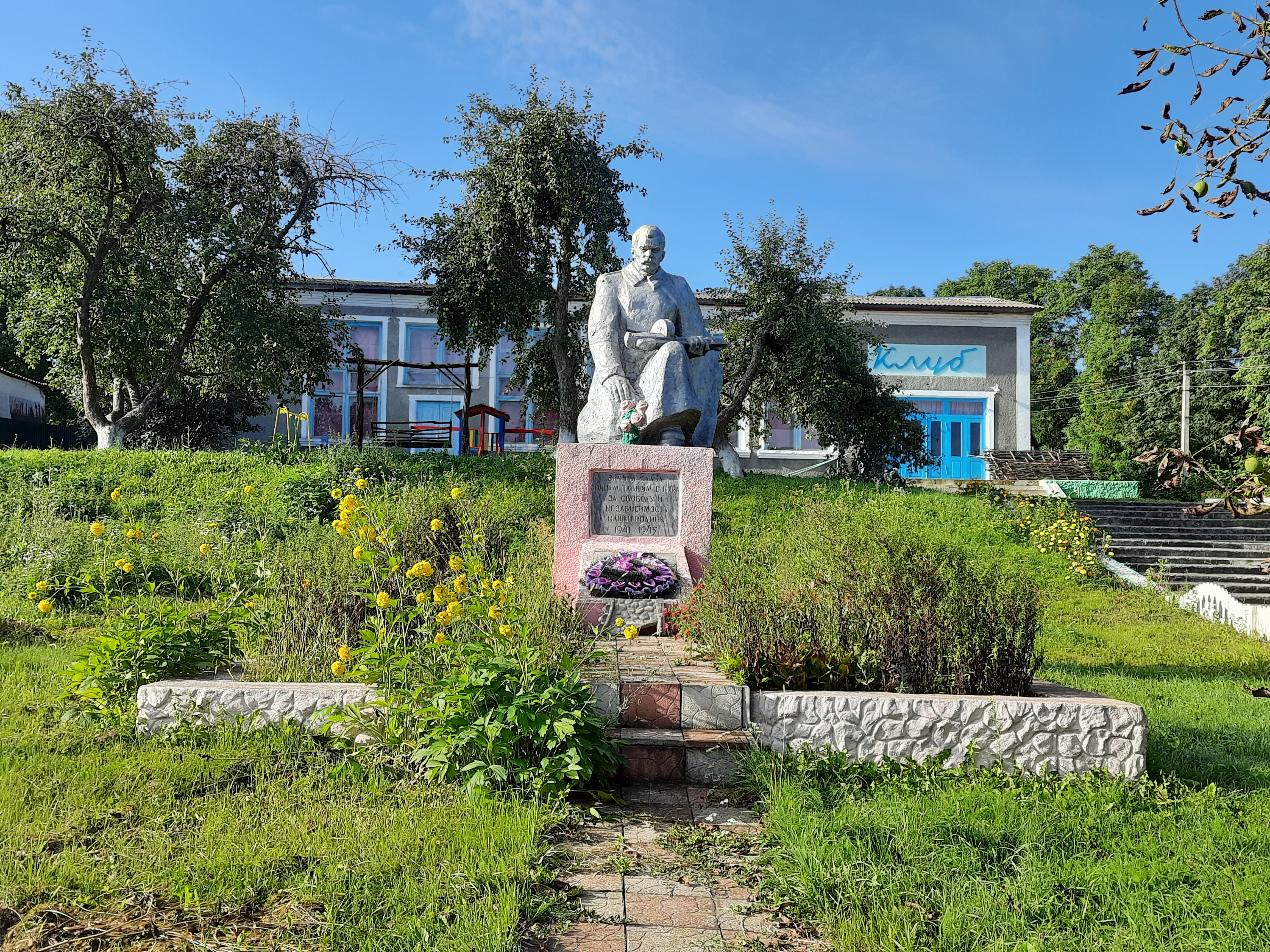
Пам'ятний знак на честь воїнів-односельців.
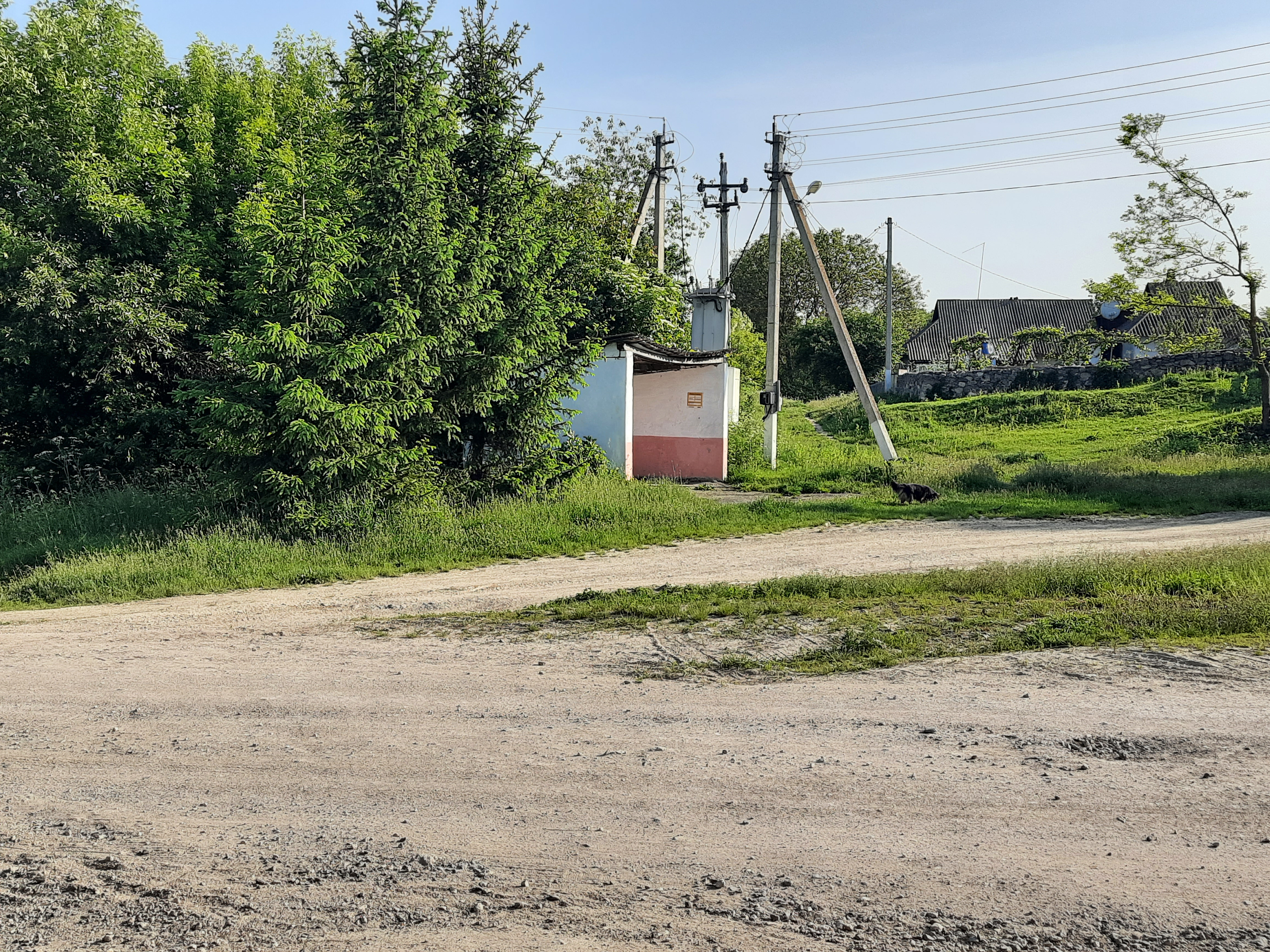
Автобусна зупинка
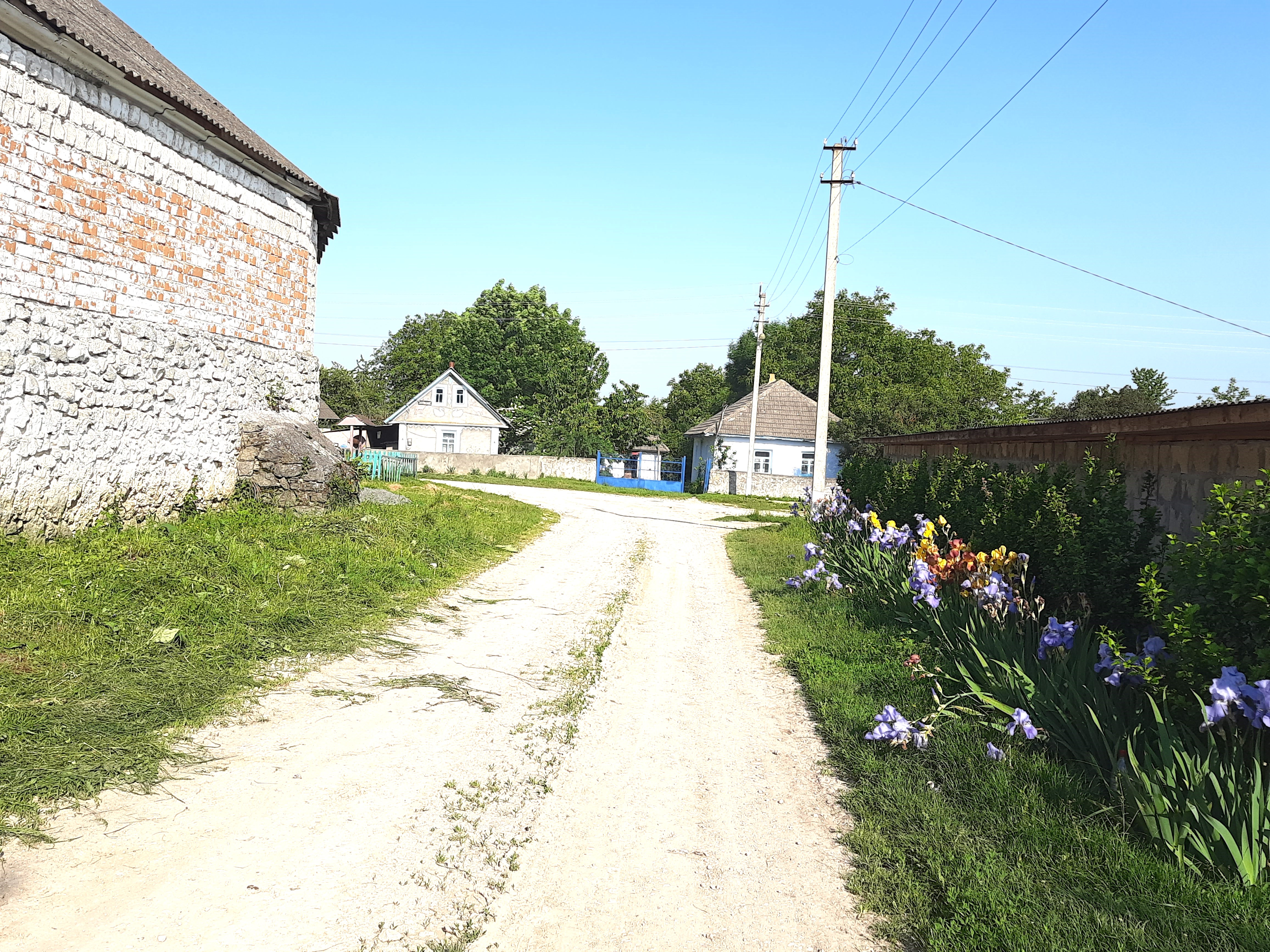
Сільська вулиця
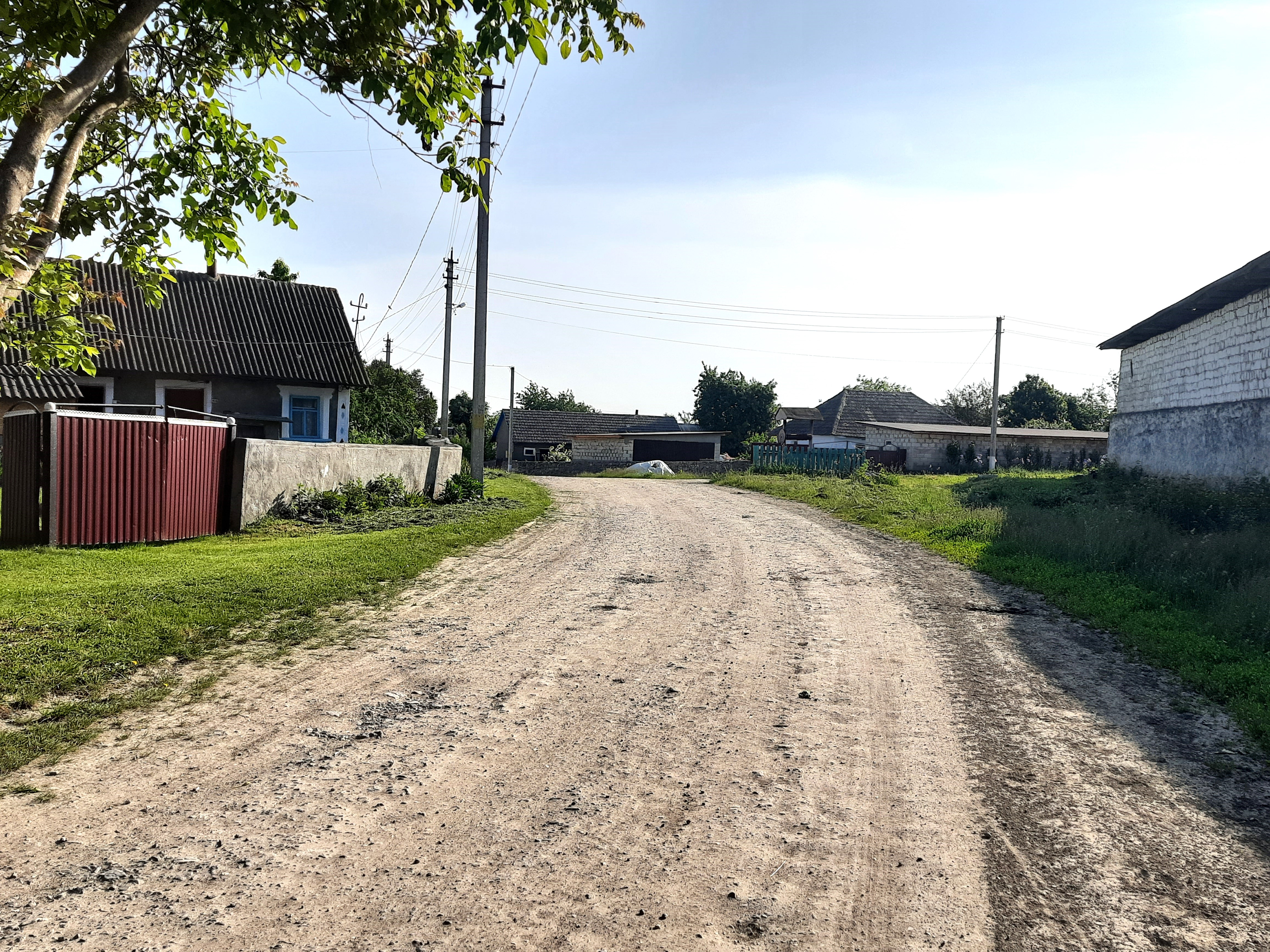
Сільський пейзаж